# Simlångsdalens landskommun
Simlångsdalens landskommun var en tidigare kommun i Hallands län.

## Administrativ historik
Kommunen bildades som så kallad storkommun vid kommunreformen 1952 genom sammanläggning av Breareds och Snöstorps landskommuner samt en del av Tönnersjö landskommun. 
Kommunen fanns fram till 1967, då den lades samman med Halmstads stad som 1971 ombildades till Halmstads kommun.
Kommunkoden 1952-1966 var 1309.

### Kyrklig tillhörighet
I kyrkligt hänseende tillhörde kommunen Breareds och Snöstorps församlingar.

## Geografi
Simlångsdalens landskommun omfattade den 1 januari 1952 en areal av 222,32 km², varav 215,92 km² land.

### Tätorter i kommunen 1960
| Tätort        | Folkmängd |
| ------------- | --------- |
| Snöstorp      | 920       |
| Simlångsdalen | 249       |

Tätortsgraden i kommunen var den 1 november 1960 27,3 procent.

## Politik

### Mandatfördelning i valen 1950-1962
| 14 | 14 | 3 | 4 |

| 33 |

| 14 | 12 | 4 | 5 |

| 32 |

| 11 | 11 | 2 | 6 |

| 25 | 5 |

| 13 | 10 | 3 | 4 |

| 26 |